# Урмиязовский сельсовет
Урмиязовский сельсовет — административно-территориальная единица и муниципальное образование в Аскинском районе Республики Башкортостан Российской Федерации.
Законом «О границах, статусе и административных центрах муниципальных образований в Республике Башкортостан» муниципальное образование наделено статусом сельского поселения.

## История
В 2008 году к Урмиязовскому сельсовету была присоединена территория Уршадинского сельсовета:

## Население
| 2002  | 2009  | 2010  | 2012  | 2013  | 2014  | 2015  |
| ----- | ----- | ----- | ----- | ----- | ----- | ----- |
| 1804  | ↘1614 | ↘1489 | ↘1403 | ↘1349 | ↘1334 | ↘1282 |
| 2016  | 2017  |       |       |       |       |       |
| ↘1256 | ↘1230 |       |       |       |       |       |

## Состав сельского поселения
| № | Населённый пункт | Тип населённого пункта       | Население |
| - | ---------------- | ---------------------------- | --------- |
| 1 | Урмиязы          | село, административный центр | ↘583      |
| 2 | Новокочкильдино  | деревня                      | ↗330      |
| 3 | Уршады           | деревня                      | ↘276      |
| 4 | Старокочкильдино | деревня                      | ↘274      |
| 5 | Дульцевка        | деревня                      | ↘26       |